# Regina Nowack
Regina Nowack (* 7. Juli 1951 in Frankfurt am Main) ist eine deutsche Schauspielerin.

## Leben
Nowack absolvierte eine Schauspielausbildung an der Hochschule der Künste in Berlin; nebenbei studierte sie außerdem Philologie, Sport und Graphik. In der Spielzeit 1982/1983 trat sie am Theater Kiel als Amalia in Die Räuber (Inszenierung: Gerhard Hess) auf. Sie gehörte in den 1980er Jahren für mehrere Spielzeiten (so auch in der Spielzeit 1986/1987) zum Ensemble des Berliner Schiller-Theaters. Regina Nowack spielte auf einigen weiteren Theaterbühnen. Ihr Repertoire umfasste unter anderem Rollen von William Shakespeare und August Strindberg. Nowack trat auch in Musicals auf; außerdem stand sie mit eigenen Chanson- und Kabarettprogrammen auf der Bühne.
Im Fernsehen war sie unter anderem in Frauenarzt Dr. Markus Merthin und Gute Zeiten, schlechte Zeiten zu sehen. Nowack gehörte zum Original-Cast der ARD-Vorabendserie Verbotene Liebe und spielte von 1995 bis 1996 die Hauptrolle Iris Brandner. Nowack zog sich nach ihrem Ausstieg bei Verbotene Liebe weitgehend von der Schauspielerei und ins Privatleben zurück.
Nowack engagiert sich in der Selbsthilfegruppe Amalgam in Berlin und setzt sich darin – auch in eigener Sache – seit vielen Jahren für ein striktes Amalgamverbot ein.

## Filmografie
- 1988/1998: Liebling Kreuzberg
  - 1988: Glück kommt – Glück geht (als Frau Kubisch)
  - 1998: Teure Zeugen
- 1990: Das Glück sei Unbeweglichkeit
- 1993: Auf Achse – Happy End (Folge 5x07)
- 1993: Gute Zeiten, schlechte Zeiten (als Frau Marschner)
- 1995: Frauenarzt Dr. Markus Merthin (als Johanna Keiling)
- 1995–1996: Verbotene Liebe (als Iris Brandner)